# Passiefhuis

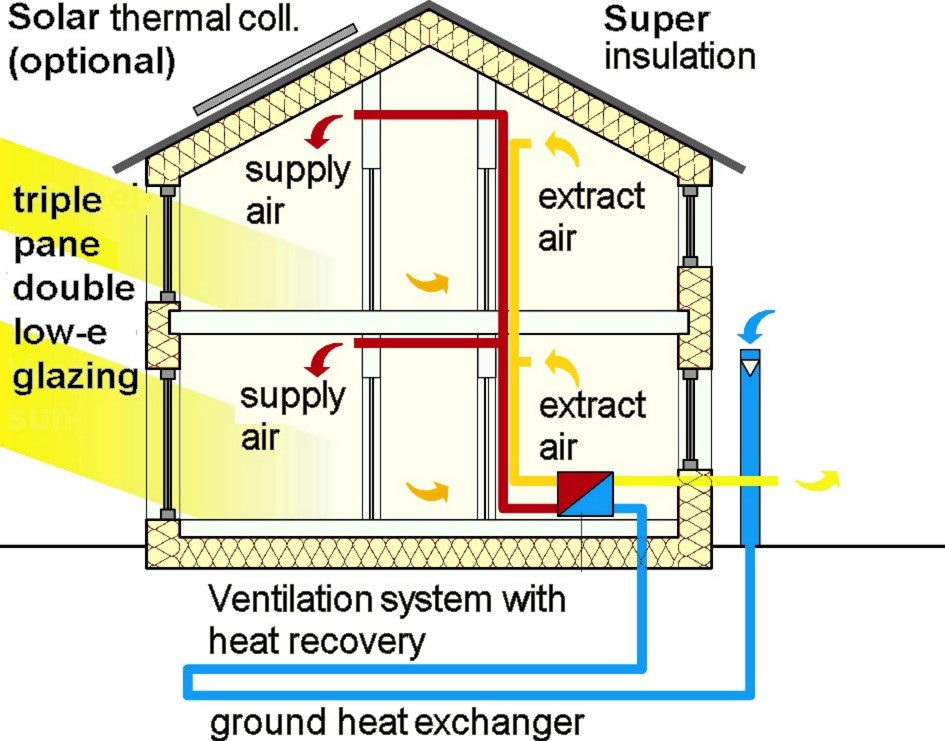
Schematische weergave werking passiefhuis

Een passiefhuis is een gebouw dat voldoet aan de eisen van het passiefhuis-certificaat. Alle passiefhuizen mogen niet meer dan 15 kWh/m² per jaar verbruiken voor ruimteverwarming. De andere eisen van het passiefhuis-certificaat verschillen per breedtegraad. Voor Nederland en België gelden de eisen voor passiefhuizen die tussen 40 en 60 graden noorderbreedte liggen. Een Nederlands passiefhuis gebruikt vier keer minder energie dan een Nederlands nieuwbouwwoning uit 2011 en stoot 54% minder CO2 uit dan een nieuwbouwwoning. Ongeveer 1/3 van de menselijke CO2-uitstoot in West- en Midden-Europa wordt uitgestoten bij het gebruik van gebouwen.
Een aantal maanden per jaar hoeft een passiefhuis niet actief met een verwarmingssysteem te worden verwarmd. De totale benodigde warmte wordt in die maanden verkregen uit passieve warmtebronnen. De belangrijkste passieve warmtebronnen zijn de zon, bewoners en apparaten. Om de warmtewinst door de zon te optimaliseren worden – op het noordelijke halfrond – de meeste ramen aan de west-, zuid- en oostgevel gepositioneerd, terwijl ramen in de noordgevel zo veel mogelijk worden vermeden. De warmte van de passieve warmtebronnen worden door de goede thermische isolatie en goede kierdichtheid binnengehouden.
De principes van het passiefhuis zijn bedacht door de Zweedse professor Bo Adamson in de jaren zeventig. De Duitse professor Wolfgang Feist heeft in 1996 de Passiv Haus Institut in Darmstadt opgericht dat het certificaat "passiefhuis" en het rekenprogramma PassiefHuis ProjecteringsPakket (PHPP) heeft geïntroduceerd. Woningen, kantoren, ziekenhuizen en scholen kunnen het Passiefhuis-certificaat krijgen.

## Eisen voor passiefhuizen in Nederland en België
In Nederland en België gelden de volgende eisen voor passiefhuizen:
- Voor het verwarmen van het gebouw tot 20 graden Celsius mag niet meer energie verbruikt worden dan 15 kWh/m² per jaar. Dit betekent dat een haardroger een passiefhuis van 100 m² zou kunnen verwarmen.[2]
- Een maximaal primair energiegebruik van 120 kWh/m² per jaar. Het primaire energieverbruik is de som van de energie die gebruikt wordt voor ruimteverwarming, koeling, warm tapwater, hulpenergie en elektrische apparatuur.
- Een luchtdichtheid van maximaal n50 < 0,6 h-1. Dit betekent dat er maximaal 60% van de binnenlucht in één uur via kieren naar buiten mag stromen bij een luchtdrukverschil van 50Pa.
- Het voorkomen van oververhitting in de zomer. Een passiefhuis zonder koelinginstallatie moet een oververhittingfrequentie van 10%[3] of lager halen. De oververhittingfrequentie geeft het percentage van het jaar aan dat de binnentemperatuur boven de 25 graden komt. Een passiefhuis met koelinginstallatie mag niet meer dan 15 kWh/m² per jaar verbruiken aan koeling.

Een gebouw is pas officieel een passiefhuis als de nationale Passiefhuis Stichting zowel een ontwerpcertificaat als een uitvoeringscertificaat heeft afgegeven. Als controle- en ontwerpinstrument is het PHPP-rekenprogramma ontwikkeld. De PHPP berekent de jaarlijkse warmtevraag, het primaire energieverbruik en de koelbehoefte / oververhittingfrequentie. Na goedkeuring van de installatie- en bouwtekeningen en de PHPP-uitdraai door de nationale stichting krijgt het gebouw het ontwerpcertificaat toegewezen. Om het uitvoeringscertificaat te verkrijgen doet de nationale stichting na de oplevering van het gebouw een Blower-Door-Test, waarmee gecontroleerd wordt of de luchtdichtheideis wordt gehaald. Ook controleert de stichting of het gerealiseerde gebouw overeenkomt met de invoer van het PHPP-computerprogramma. Als het gebouw de twee certificaten heeft behaald, is het officieel een passiefhuis.

## Kenmerken van een passiefhuis
Om warmte te behouden is een passiefhuis goed geïsoleerd. Gevels met Rc-waardes van 10 m²K/W zijn geen uitzondering. Ook wordt er vaak drievoudig glas toegepast. Een voordeel van drievoudig glas is dat er geen koudeval optreedt. Hoe beter er wordt geïsoleerd, hoe groter (relatief) de warmteverliezen zijn bij koudebruggen. Naast dat hier dan veel warmte ontsnapt, kan er hier ook condens optreden, wat schimmelvorming kan veroorzaken. De grote uitdaging van een passiefhuis zit in het luchtdicht en koudebrugvrij krijgen van het gebouw. Een tweede grote uitdaging is het voorkomen van vocht in de constructie (damp dicht bouwen) bijvoorbeeld door een damp dichte laag aan de binnenzijde van de bouwkundige schil. Het is dan ook belangrijk dat zowel in de ontwerpfase als in de uitvoeringsfase veel aandacht besteed wordt aan de uitvoeringsdetails, zoals de aansluiting tussen het dak en de muur en de aansluiting van de muur met deur- en raamkozijnen. Hiervoor is samenwerking tussen architect, installateurs en aannemers (en zijn leveranciers of onderaannemers) een vereiste.
Door de goede isolatieschil en goede luchtdichtheid is het (bijna) onmogelijk om via natuurlijke ventilatie een gezond en behaaglijk gebouw te krijgen. Daarom wordt bij passiefhuizen gebruikgemaakt van balansventilatie. Om veel energie te besparen worden ventilatiesystemen in passiefhuizen geleverd met een WarmteTerugWinningsunit (WTW). Er bestaat een fabeltje dat bij een passiefhuis de ramen niet open kunnen, maar dit is een misverstand. Ramen kunnen in de meeste passiefhuizen gewoon open.

## Passiefhuis en nulwoning
Een nulwoning is een woning die evenveel energie produceert als dat hij verbruikt. De energieopwekking kan gebeuren via zonnecellen en windturbines. Echter, het passiefhuis-certificaat zegt alleen iets over het energieverbruik van het gebouw en niets over energieopwekking. Het gebruik van zonnecellen en windmolens heeft dus geen invloed op het primaire energieverbruik. Een passiefhuis kan wel gemakkelijker aan de eisen van een nulwoning voldoen. Door het lagere energieverbruik voor verwarming en koeling hoeft er minder energie opgewekt te worden om een nulwoning te krijgen. Dus een passiefhuis is niet altijd een nulwoning en een nulwoning hoeft ook geen passiefhuis te zijn.

## Kosten
De bouwkosten van een passiefhuis gaan gepaard met een meerprijs tussen 10 en 25% ten opzichte van de Vlaamse bouwnorm (K40 E70, sinds 1 januari 2012). De technische maatregelen en het wegwerken van koudebruggen zijn moeilijker bij renovatie dan bij nieuwbouw. De kosten voor deze bouwwijze zijn hoger door de isolatie van wanden, het luchtdicht afwerken van kieren, het gebruik van drievoudig glas in de ramen en de installatie van ventilatie met warmteterugwinning. Daar tegenover staat dat er een aanmerkelijk hoger comfort heerst en dit bij een veel lagere energierekening.

## K-peil en E-peil
Het K-peil (maat voor de warmteverliezen in een gebouw in België) van een passiefhuis ligt ongeveer tussen de 10 en de 20. Het E-peil (maat voor het totale energieverbruik in een gebouw) kan zeer sterk variëren, aangezien men hernieuwbare energie hiervoor in mindering brengt. Hierdoor is het quasi onmogelijk om een passiefhuis te bestempelen met een bepaald E-peil.

## Aantal passiefhuizen
Anno 2012 bestaan in de gehele wereld meer dan 40.000 passiefhuizen, voornamelijk in Duitsland en Oostenrijk. De grote kracht van het concept ligt in een noodzakelijke geïntegreerde ontwerpaanpak die een vrije keuze toelaat van materialen en de architecturale uitwerking.